# 天馬傳播
天馬傳播公司 （英文：Pegasus Entertainment），成立於2012年。
公司匯集了電視、短片、娛樂、唱片、行銷、公關、活動設計、硬體工程等專業人員。除此之外，该公司汇集電視媒體、行銷公關、視覺設計、硬體工程、藝人經紀等跨領域之專業人員，业务为整合媒體整合行銷服務，創造創造嶄新思維。

## 簡介
由葉直育、李嘉元創辦，以幽默風趣的生活環境帶領公司團隊，秉持堅持質感與完美服務品質的誠正態度，積極製作電影、紀錄片、公司宣傳影片，客戶囊括國內電視台及百大知名企業。
此外所配合的硬體廠商皆為設備新穎且有相當之規模，足以為客戶提供高品質及專業之服務，製作經驗豐富、品質控制嚴格，技術獨立自主，多樣行銷企畫開發及創新能力。

## 作品列表

### 電影/電視電影/電視劇
1. 2015年《已讀不回》- 客台單元劇

-獲ATA亞洲電視大獎最佳編劇
1. 2016年《當你微笑時》- 公視人生劇展
2. 2017年《機密訊號》- 民視迷你劇集
3. 2017年《魔幻對決》- 公視迷你劇集
4. 2018年《薛丁格的貓》- 民視金鐘劇場

-獲ATA亞洲電視大獎最佳編劇及最佳男主角
1. 2018年《粽邪》- 電影 原創劇本
2. 2019年《極光風暴》- 民視電視電影
3. 2020年《女鬼橋》入圍台北電影節最佳女配角
4. 2022年《再說一次我願意》
5. 2022年《頭七》
6. 2022年《民雄鬼屋》
7. 2023年《女鬼橋二怨鬼樓》

-獲台北電影節最佳視覺效果 
-入圍金馬獎最佳視覺效果及最佳動作設計
1. 2024年《殺手老不休》電視電影

-入圍ATA亞洲電視大獎最佳戲劇或電視電影獎
1. 2024年《蒼蠅歌手》電視電影

-獲ATA亞洲電視大獎最佳戲劇或電視電影獎 
-入圍ATA亞洲電視大獎最佳男主角/最佳男配角/最佳原創劇本 
-入圍金鐘獎最佳最佳男新人/最佳主題曲
1. 2024年《阿婆非死不可》電視電影

### 電視節目/紀錄片
1. 2013年《建築印象》- 探險，不需要遠走高飛。
2. 2013年《不只是拍照》- udnTV
3. 2015年《食在料理王》- 客家電視台節目
4. 2014年《合心協力救地球》- 大愛電視台節目
5. 2014年《奧林P客》- 客家電視台節目
6. 2015年《豐部落》- 民視電視台節目
7. 2016年《亞洲歌唱大賽》- 民視電視台節目
8. 2016年《台灣那麼旺 Taiwan NO.1》- 民視電視台節目，歌唱節目
9. 2018年《百工百業紀錄片》- 桃園市客家文化基金會
10. 2019年《臺灣好味道-第一季》- 華視電視台節目，台語行腳類節目
11. 2019年《軌道之外》- 公視創新紀實短片
12. 2020年《臺灣好滋味-第二季》- 華視電視台節目，台語行腳類節目
13. 2021年《一座孤島，瘟疫蔓延時》- 公視創新紀實短片
14. 2023年《咱台灣的味》- 華視電視台節目，台語行腳類節目
15. 2023年《全能歌手Top Star》- 民視電視台節目，歌唱節目
16. 2024年《吉日良辰客家封》-客家電視台節目，美食節目

-獲金鐘獎最佳生活風格獎
-獲AACA亞洲影藝創意大獎最佳生活風格獎
-入圍AACA亞洲影藝創意大獎最佳預告片
1. 2024年《廣告Star》- 公視台語台節目，實境秀節目

### 花絮/短片/網路/廣告
1. 2011年〈資策會－未來學習〉- 資策會宣導短片
2. 2013年〈牙菌斑天團『阿哥利』─ 我是哥哥〉- 李施德霖牙膏
3. 2013年〈嘎喜上錯身(LEXUS)[上集]\[下集]〉- 知名汽車廣告，演員：蔡阿嘎、林育品
4. 2015年〈外國郎也想當台灣郎〉 - 永慶房屋廣告 / 幫外國女婿找個家
5. 2015年〈3胞胎找新家 房子先生也要長大〉
6. 2015年〈壹號製作公司(自製)〉- 台式喜劇風格創造情境喜劇大復興
7. 2015年〈味丹乾麵王X這群人-火雲邪神篇〉- 知名泡麵廣告
8. 2015年〈全家便利商店X這群人-老爸有事嗎?〉 - 知名便利商店廣告
9. 2015年〈中華電信店X這群人-省錢世家〉- 知名電信業者網路廣告
10. 2015年《聽見幸福》- 三立電視台偶像劇
11. 2015年《莫非就是愛情》- 三立電視台偶像劇
12. 2015年〈A TIF廚房〉- 網路影音平台節目
13. 2015年〈天后之征〉- 樂視LETV
14. 2015年〈NISSAN全國駐點廣告〉- 知名汽車廣告
15. 2015年〈NISSAN-小人物、大英雄〉- 知名汽車網路廣告
16. 〈三得利日本街頭〉- 三得利網路廣告
17. 〈導護志工宣導短片〉- 臺北市國小宣導類短片
18. 〈高雄市流浪動物協會〉-宣導短片

### 協力製作
1. 〈春晚〉- 河北衛視台節目，由葉直育等人一同節目製作執行、編導、總導演。
2. 《最美和聲》- 北京衛視，由葉直育等人一同節目製作執行、編導、總導演。

### 後製作品
1. 2011年〈愛料理廚房〉-APP網路電視，集結來自各地的料理達人，共同製作60,000道以上的佳餚
2. 2015年《阿憲走著瞧(LETV)》
3. 2015年《美少女圖鑑》- 酷瞧網路影音平台節目
4. 2015年《明周時尚》- 國興衛視節目
5. 2017年《莫非這就是愛情》- 三立電視台偶像劇 \ 華劇系列
6. 2017年《生活大驚喜》- 東風衛視節目
7. 2018年《魔法小學堂》- momo電視台節目

## 資料來源
1. 天馬傳播事業有限公司-官方網站（页面存档备份，存于）
2. 台灣光華雜誌-以食會友愛料理飄香網路[]
3. 亞洲電視獎狂賀！張耿銘《薛丁格的貓》奪最佳編劇（页面存档备份，存于）
4. 百工百業-客家職人 技之境界